# Amata cerberus
Amata cerberus là một loài bướm đêm thuộc phân họ Arctiinae, họ Erebidae.